# Культура торре

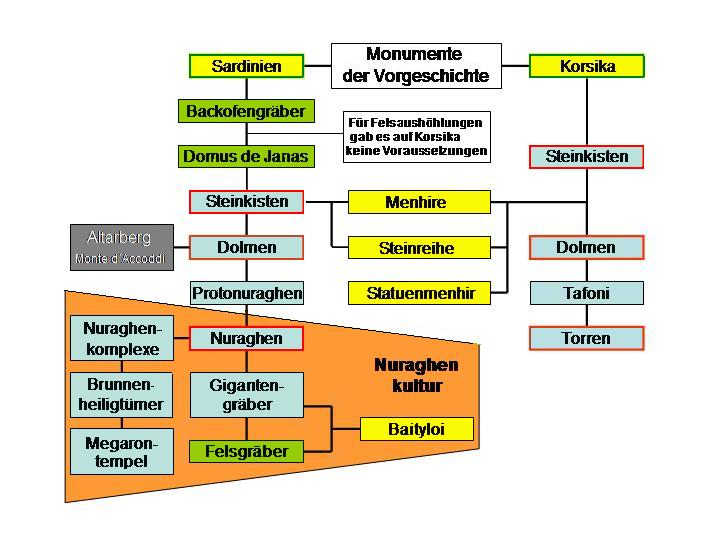
Основные типы сооружений на Сардинии и Корсике

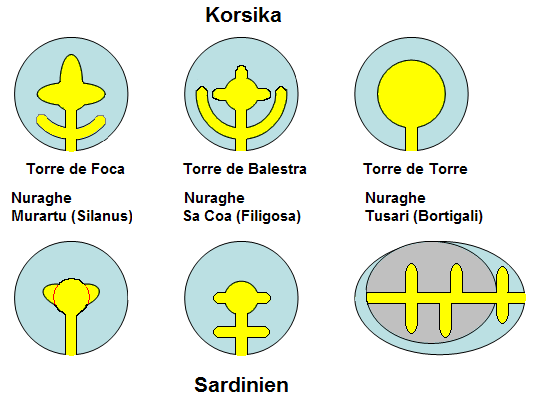
Сравнение конструкции корсиканских торре и сардинских нурагов

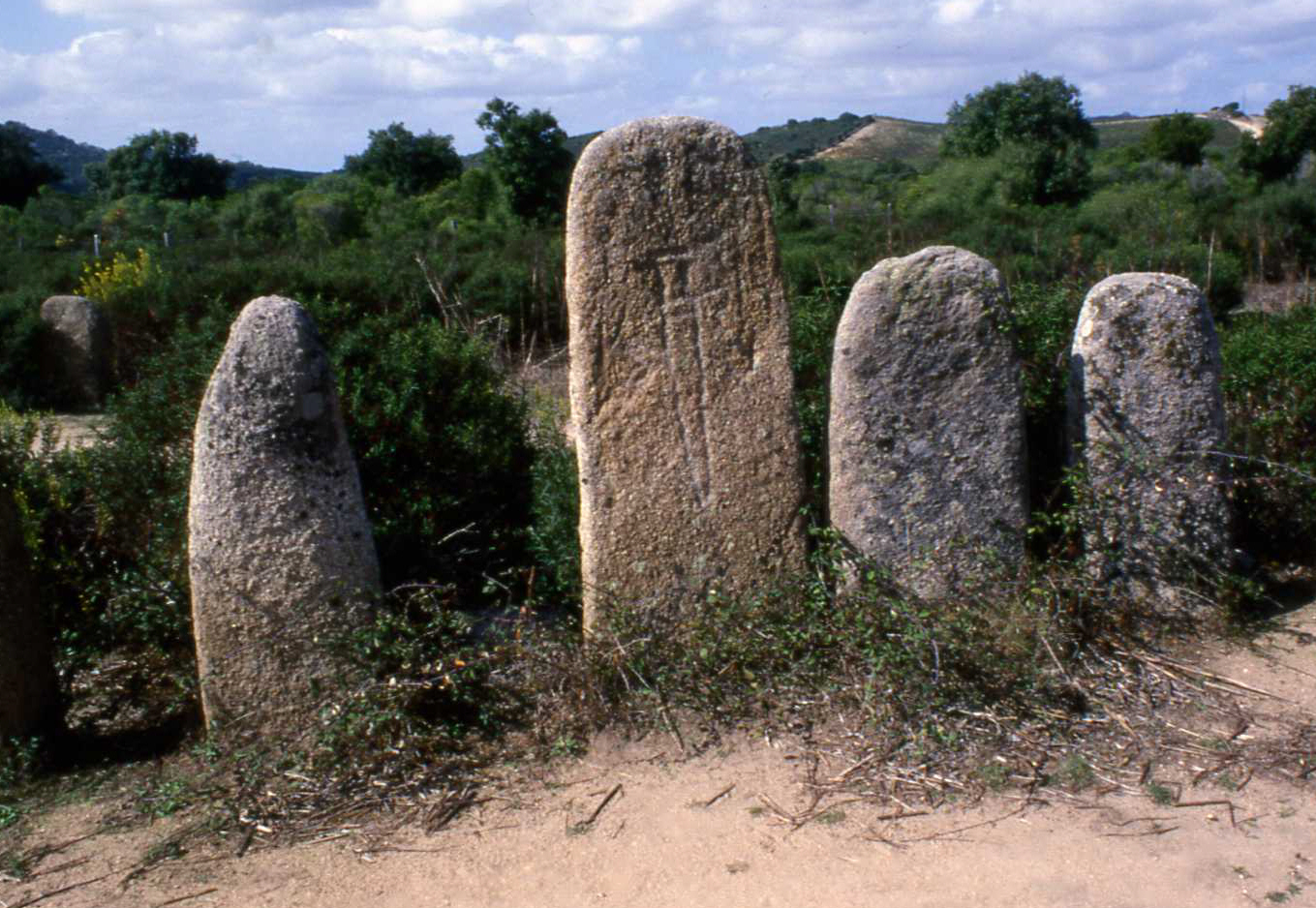
Каменные ряды в Паладжиу (Palaggiu), иногда рассматриваются как некрополь

Культура торре — археологическая культура, существовавшая на о. Корсика. Название культуры происходит от одноименных башен, характерных для данной культуры, которые начали сооружаться на юге Корсики в эпоху бронзового века начиная с 1800—1600 г. до н. э. Эти башни, возможно, под влиянием сардинской культуры Боннанаро возникли сначала в Орнано, Сартене. Поздние торре обнаруживают сходство с сардинскими нурагами. Наиболее часто торре сооружались в период среднего бронзового века 1600—1200 г. до н. э., а в позднем бронзовом веке они приходят в запустение.
Характерной особенностью различных корсиканских культур являются антропоморфные менгиры или статуи-менгиры. Первоначально простые и небольшие менгиры находились в составе мегалитических сооружений или рядом с ними, позднее они становятся самостоятельными сооружениями, увеличиваются в размерах и принимают вид менгиров-статуй, причём на юге острова на них также имеются изображения оружия. К концу мегалитического периода в истории Корсики статуи-менгиры встречаются лишь в северной части острова (селения Nativu-Partimonio, Luzzipeiu-Calanzana, Capu-Casincu).
Французский археолог Роже Грожан (de:Roger Grosjean), давший культуре наименование, провёл сравнение вооружения данной культуры с вооружением «шерденов» (одного из «народов моря»), изображённых в египетском храме Мединет-Абу. Шердены, как они изображены на египетских рельефах, имеют некоторое сходство со статуями строителей местных мегалитов. Более новые исследования, однако, показали несостоятельность данного отождествления (нашествие шерденов относят к более позднему периоду, связанному со строительством нурагов на Сардинии) и рассматривают культуру торре как развитие местных традиций, а башни-торре — как аналоги не нурагов, а скорее немногочисленных сардинских протонурагов. В период 1000—800 г. до н. э. на Корсике исчезают любые следы культуры строителей торре и мегалитов.
Строительные технологии, которые использовали сесиоты на Пантеллерии, культура талайотов на Балеарских островах и строители нурагов на Сардинии, сопоставимы с технологиями культуры торре.